# Sytuacja prawna i społeczna osób LGBT w Australii

Tęczowa flaga – symbol społeczności LGBT

Tęczowa flaga w kształcie Australii

## Prawo wobec kontaktów homoseksualnych
Kontakty homoseksualne są legalne na całym terytorium Australii od 1997 roku, w stanie Wiktoria legalizacja nastąpiła w 1981 roku, a ostatni stan, Tasmania, uczynił to dopiero w 1996 roku. Wiek dopuszczający kontakty homo- i heteroseksualne został ostatecznie zrównany w Terytorium Północnym w 2003 roku.

## Ochrona prawna przed dyskryminacją
Federalny zakaz dyskryminacji przez wzgląd na orientację seksualną istnieje w miejscu pracy i w pracy w policji od 1996 roku. Ponadto w każdej prowincji (począwszy od 1977 roku) wprowadzono zakaz dyskryminacji przez wzgląd na orientację seksualną w wielu dziedzinach życia.
W Australii są przepisy przyznające prawo azylu przez wzgląd na orientację seksualną. W ciągu ostatnich lat prawo to było używane.
Geje nie są wykluczeni z służby wojskowej z powodu swojej orientacji seksualnej.

## Uznanie związków osób tej samej płci
Na szczeblu federalnym od 1 lipca 2009 roku są uznawane konkubinaty jednopłciowe. Mają one część praw, jakie mają małżeństwa.
W 2004 roku liberałowie wprowadzili poprawkę do konstytucji federalnej, zaproponowaną przez Johna Howarda (z partii liberalnej), zakazującą wprowadzania małżeństw homoseksualnych w kraju.
Na poziomie stanowym związki osób tej samej płci są rozpoznawane jako związki partnerskie w Tasmanii, Australii Południowej, Nowej Południowej Walii oraz Australijskim Terytorium Stołecznym.
W pozostałych stanach legalne są konkubinaty, dające parom tylko część praw z tych, jakie mają małżeństwa. Również na szczeblu federalnym legalne są konkubinaty dające konkubentom jedynie kilka podstawowych praw (prawa związane ze służbą w wojsku czy policji, prawa pracownicze, prawo imigracyjne itd.).
W dwóch prowincjach i terytorium stołecznym pary homoseksualne mogą adoptować dzieci.
Spis powszechny z 2002 roku wykazał, że w Australii mieszka co najmniej 20 000 par homoseksualnych.

## Propozycja referendum
Premier Australii Malcolm Turnbull początkowo zadeklarował, że referendum w sprawie uznania małżeństw osób tej samej płci będzie zorganizowane przed końcem 2016 r., jednak w sierpniu 2016 r. ogłosił, iż to referendum odbędzie się w Australii w 2017. Ostatecznie zostało ono zorganizowane w formie plebiscytu pocztowego.
Dr Richard Di Natale, przewodniczący partii the Australian Greens (Australijscy Zieloni), zadeklarował: Bez względu na to, jak wspaniałomyślnie legislacja plebiscytu wygląda, the Greens będą głosować przeciwko niej. Nigdy nie powinniśmy praw człowieka stawiać w sondażu. Dodał też: Najłatwiejsza, najprostsza, najszybsza, najbardziej efektywna, najtańsza i najmniej drażliwa droga zapewnienia równości w kwestii małżeństw prowadzi przez głos w parlamencie, i możliwe to jest w następnym tygodniu, gdyby tylko premier zdecydował się na okazanie odrobiny przywództwa.
Według sondażu przeprowadzonego przez Essential Media w marcu 2016 r., 64% respondentów zgodziło się, że pary osób tej samej płci powinny mieć możliwość zawarcia ślubu, 26% zadeklarowało, że nie powinny mieć do tego prawa, natomiast 11% odpowiedziało nie wiem
Sondaż Galaxy Reseach z lipca 2016 r. wykazał spadający poziom poparcia dla plebiscytu. 48% respondentów zadeklarowało poparcie dla plebiscytu, a 30% brak poparcia, w porównaniu z czerwcowo-lipcowym sondażem przeprowadzonym przez Fairfax Media i Ipsos. W sondażu Galaxy Research, poparcie dla plebiscytu było niższe (35%) po tym, jak respondenci zostali poinformowani o tym, że nie byłby prawnie zobowiązujący. Poparcie to spadło dalej, do 25%, kiedy respondenci dowiadywali się o tym, że koszt jego przeprowadzenia wyniósłby 160 mln dolarów australijskich.

## Sytuacja prawna osóbLGBTw poszczególnych stanach Australii
| Stan                               | Legalizacja kontaktów homoseksualnych | Zakaz dyskryminacji | Konkubinaty | Związki partnerskie | Małżeństwa homoseksualne | Prawo adopcji |
| ---------------------------------- | ------------------------------------- | ------------------- | ----------- | ------------------- | ------------------------ | ------------- |
| Federalnie                         | Tak                                   | -                   | 2008        | -                   | Tak od 2017              | -             |
| Australijskie Terytorium Stołeczne | Tak                                   | 1991                | 1994        | 2008                | -                        | Tak           |
| Nowa Południowa Walia              | 1984                                  | 1977                | 1999        | 2010                | -                        | 2010          |
| Wiktoria                           | 1981                                  | 2000                | 2001        | 2008                | -                        | -             |
| Queensland                         | 1990                                  | 1991                | 2002        | -                   | -                        | -             |
| Australia Południowa               | Tak                                   | 1984                | 2003        | -                   | -                        | -             |
| Australia Zachodnia                | 1989                                  | 1984                | 2002        | -                   | -                        | Tak           |
| Tasmania                           | 1996                                  | 1998                | Tak         | 2004                | -                        | -             |
| Terytorium Północne                | Tak                                   | 2007                | 2004        | -                   | -                        | -             |
| Stan                               | Legalizacja kontaktów homoseksualnych | Zakaz dyskryminacji | Konkubinaty | Związki partnerskie | Małżeństwa homoseksualne | Prawo adopcji |

## Życie osóbLGBTw kraju
Australijczycy należą do tolerancyjnych i przyjaznych mniejszościom seksualnym społeczeństw.
Według badania opinii publicznej z 2007 roku 57% Australijczyków popiera wprowadzenie w kraju małżeństw homoseksualnych, przeciwnego zdania jest 37% obywateli państwa.
W Australii istnieje duża scena gejowska skoncentrowana w Sydney i Melbourne, ale w każdym dużym mieście znajdują się lokale gejowskie i gay-friendly. Działają tu organizacje LGBT o zasięgu ogólnoświatowym, wydawane są publikacje i organizowane parady gejów i lesbijek. Największa z nich odbywa się w Sydney, gromadząc co roku przeszło 750 tys. osób. Pierwsza tego typu parada odbyła się w mieście w 1973 roku, gromadząc ponad 100 osób. Już w latach 80. manifestacja w Sydney gromadziła corocznie ponad pół miliona uczestników.
Otwarte stanowisko wobec homoseksualistów ma tutejszy Kościół anglikański.